# تپه ماقالاق
تپه ماقالاق مربوط به دوره ساسانیان است و در شهرستان خدابنده، بخش مرکزی، روستای گوگجه ییلاق واقع شده و این اثر در تاریخ ۲۳ شهریور ۱۳۸۲ با شمارهٔ ثبت ۱۰۰۴۵ به‌عنوان یکی از آثار ملی ایران به ثبت رسیده است.